# Lafrimbolle
Lafrimbolle – miejscowość i gmina we Francji, w regionie Grand Est, w departamencie Mozela.
Według danych na rok 1990 gminę zamieszkiwały 184 osoby, a gęstość zaludnienia wynosiła 17 osób/km² (wśród 2335 gmin Lotaryngii Lafrimbolle plasuje się na 861. miejscu pod względem liczby ludności, natomiast pod względem powierzchni na miejscu 548.).